# Liste der Monuments historiques in Trouhans
Die Liste der Monuments historiques in Trouhans führt die Monuments historiques in der französischen Gemeinde Trouhans auf.

## Liste der Objekte
| Bezeichnung              | Beschreibung | Standort                       | Kennzeichnung | Schutzstatus | Datum | Bild |
| ------------------------ | --- | ------------------------------ | ------------- | ------------ | ----- | ---- |
| Skulptur Heilige Barbara | Holz, farbig gefasst, 18. Jahrhundert                                                                                      | in der Kirche St-Martin (Lage) | PM21002398    | Classé       | 1962  |      |
| Marienaltar              | Retabel und Altarbild; Holz, farbig gefasst, Ölfarbe auf Leinwand, Mitte des 17. Jahrhunderts, Luc Despêches zugeschrieben | in der Kirche St-Martin (Lage) | PM21002399    | Classé       | 1971  |      |